# San Girolamo dei Croati

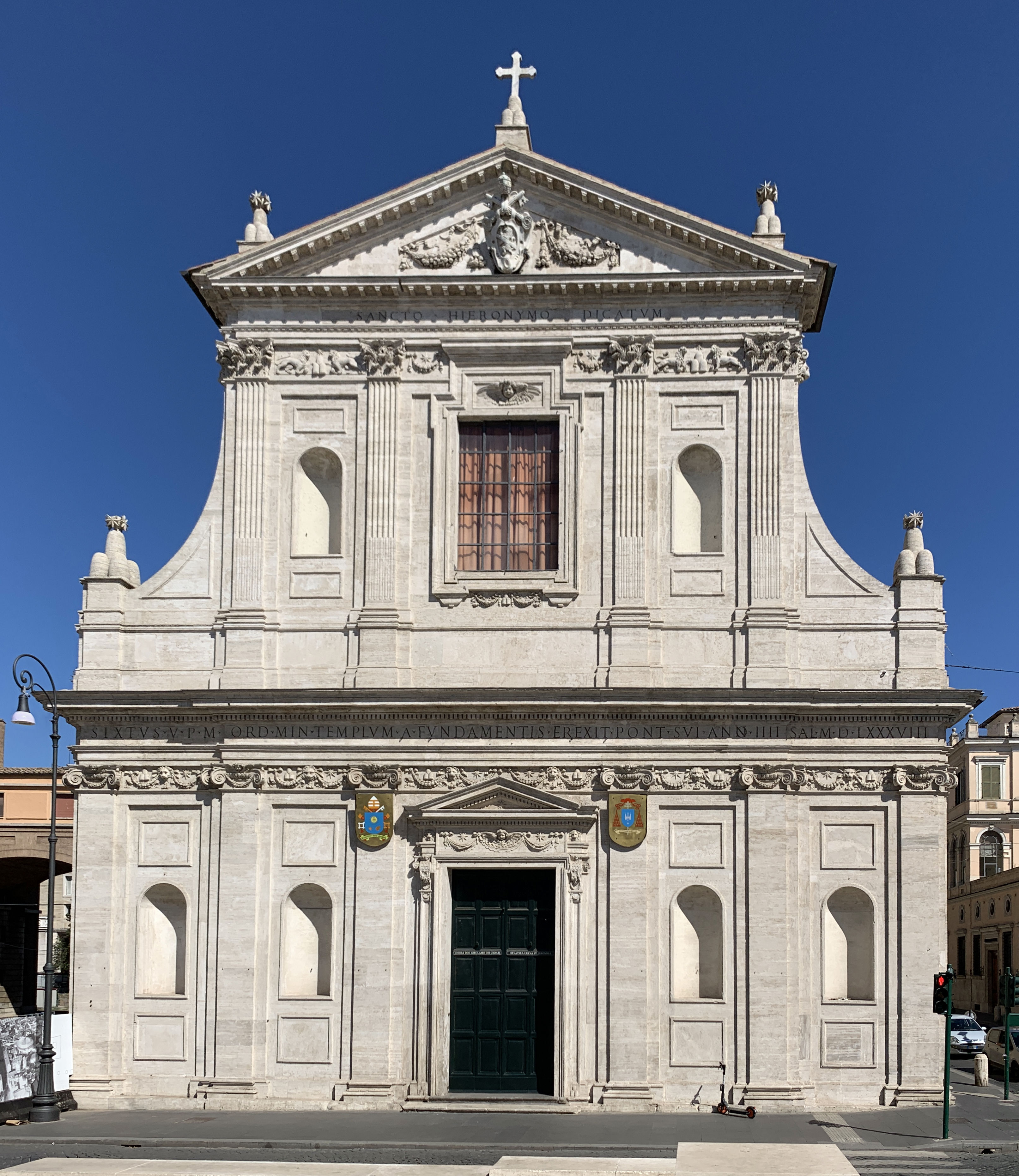

San Girolamo dei Croati (degli Schiavoni) (lateinisch Sancti Hieronymi Croatarum) ist eine römisch-katholische Titelkirche und Kirche des Päpstlichen Kroatischen Kollegiums vom Heiligen Hieronymus zu Rom sowie Nationalkirche der Kroaten in Rom. Sie ist auch unter den alten Namen San Girolamo degli Illirici und San Girolamo degli Schiavoni bekannt.

## Geschichte
In der Gegend, mit Blick auf den Hafen von Ripetta, siedelte sich früh im vierzehnten Jahrhundert eine Gemeinschaft von Flüchtlingen an, die vor den Türken aus Illyrien und Slawonien geflohen waren. Papst Nikolaus V. gewährte 1453 mit dem Breve Piis fidelium votis die Errichtung der Gemeinde San Girolamo degli Schiavoni mit einem Hospitium und einem Hospital. Die schon seit dem elften Jahrhundert bestehende kleine Kapelle, ursprünglich Santa Marina de Posterula, wurde nach dem Kirchenvater Hieronymus umbenannt, der dalmatischer Abstammung war.
Im folgenden Jahrhundert baute Martino Longhi der Ältere zwischen 1588 und 1589 im Auftrag Sixtus’ V. die Kirche vollständig mit einem Glockenturm und reicher Ausstattung um. Der Marmor für die Fassade wurden aus dem Septizodium herausgelöst. Auch gründete er dort ein Stiftskapitel, das ausdrücklich aus Priestern mit slawischen Vorfahren gebildet wurde. Er wollte auch die Reliquien Hieronymus’ aus der Basilika Santa Maria Maggiore dorthin überführen, konnte aber sein Ziel nicht verwirklichen.
1683 wurde der aus Dubrovnik stammende Kuriendiplomat und Universalgelehrte Stjepan Gradić in San Girolamo beigesetzt.

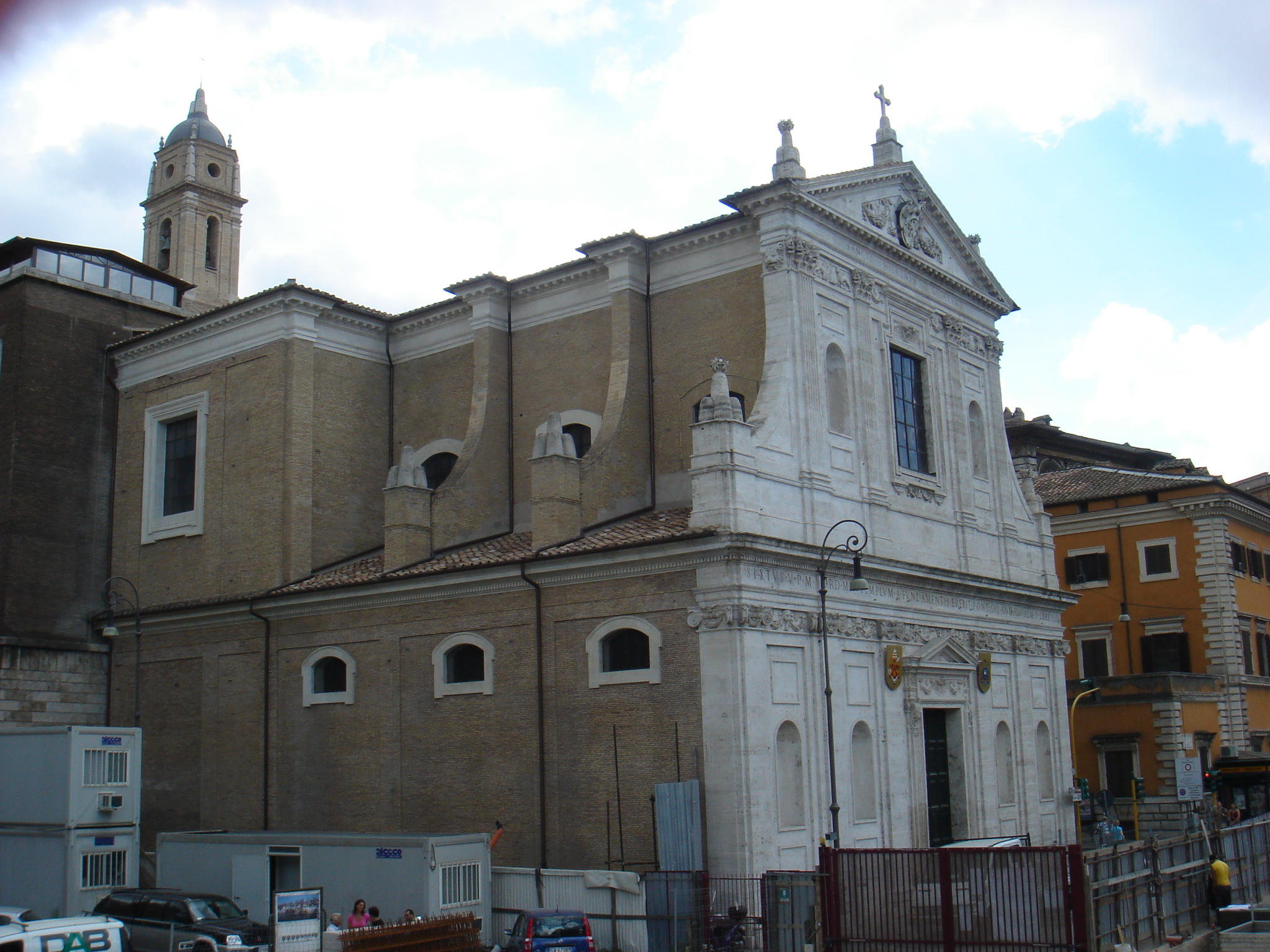
Kirche vor der Ara Pacis gesehen

Im 19. Jahrhundert ließ Pius IX. die Kirche stark restaurieren. Ursprünglich war sie an der Via di Ripetta am gleichnamigen Hafen gelegen, flankiert von der Kirche San Rocco all’Augusteo.
Die Kirche befindet sich in der Via Tomacelli 132 im Rione Campo Marzio in Rom.

## Kardinalpriester der Titelkirche
- Liste der Kardinalpriester von San Girolamo dei Croati
- Josip Bozanić, seit 21. Oktober 2003